# لبايا
لبايا Libbaya - هي إحدى القرى اللبنانية من قرى قضاء البقاع الغربي في محافظة البقاع.

## الموقع والخصائص
تقع لبايا في قضاء البقاع الغربي، محافظة البقاع، مركز المحافظة زحلة، ومركز القضاء جب جنين، وهي تقع في الطرف الجنوبي للقضاء على آخر مرتفعات جبل بئر الظهر الشرقية على ارتفاع (1300) متر عن سطح البحر. تبعد عن العاصمة بيروت حوالي (110) كم، عبر مشروع الليطاني - سحمر - يحمر، وتبعد عن زحلة (52) كم، وعم مركز الثضاء جب جنين (28) كم، كان عدد منازلها في العام (1960)م نحو (250) منزلاً، ارتفع اليوم إلى (600) منزل. تحدها شرقاً كفر مشكي، غرباً يحمر- البقاع، شمالاً الشميس، جنوباً وادي التيم. تطل لبايا على هذا الوادي جنوباً من حاصبيا حتى راشيا الوادي شمالاً ويقابلها جبل الشيخ من الشـرق، بينمـا تطل من الغرب على منطقـة البقاع الغـربي، جبل تومات نيحا وجبل الباروك، وهـذا الموقـع الإستراتيجـي جعلها مقصداً وهدفاً أيام الحرب كمـا أيام السلم، وهي تساوي بارتفاعها قرية عين عطا في سفح جبل الشيخ. تبلغ مساحة أراضيها حوالي (1300) هكتاراً، وتشرف تلالها علي حدود فلسطين الشمالية، وموقعها بذلك يتميز بأنه يتصل بثلاثة أفضية: راشيا، والبقاع الغربي، وحاصبيا.ولذلك تسمي بـــ" نص الدني"، أهم زراعاتها الحنطة والزعتر والحبوب، للبلدة مجلس بلدية ويبلغ عدد الناخبين فيها حوالي (3000).

## التسمية
«لبّايا» كلمة سريانية تعني «الشجعان، ذوي بأس وقدرة». و«اللّب» يرمز إلى القلب والعقل معاً، ويؤكد علماء زاروا المنطقة وكتبوا عنها أن التسمية تعني قلب حاضرة قديمة كانت تمتد من نواحي قرية النبي صفا المجاورة إلى حدود جبل بئر الظهر. ورد اسم «عين لبّايا» في بعض المراجع.

## آثارها
وجد العديد من بقايا الهياكل العظمية وبعض العقود والأساور والخواتم والأقراط في تلال بئر الظهر وجوارها تعود إلى 1000 ق. م. يوجد بالقرب من البلدة معبد روماني كان يسمى "عين لبايا". وقد صنفه جورج تايلور ضمن مجموعة معابد جبل الشيخ.

## عائلاتها.
| توزيع العائلات المذكورة والصحيحة | توزيع العائلات المذكورة والصحيحة | توزيع العائلات المذكورة والصحيحة |
| المذهب                           | عدد العائلات                     | عدد الناخبين                     |
| -------------------------------- | -------------------------------- | -------------------------------- |
| روم ارثوذكس                      | ١                                | ١                                |
| روم كاثوليك                      | ٤                                | ٤                                |
| لاتيني                           | ١                                | ١                                |
| مسيحي                            | ٦ (١.٦٨%)                        | ٦ (٠.٢٠%)                        |
| درزي                             | ١                                | ١                                |
| سني                              | ٤١                               | ٥١                               |
| شيعي                             | ٢٩٩                              | ٣,٠٠٠                            |
| مسلم                             | ٣٤١ (٩٥.٥٢%)                     | ٣,٠٥٢ (٩٩.٤٨%)                   |
| غير مذكور                        | ١٠                               | ١٠                               |
| مختلف                            | ١٠ (٢.٨٠%)                       | ١٠ (٠.٣٣%)                       |
| المجموع                          | ٣٥٧ (١٠٠.٠٠%)                    | ٣,٠٦٨ (١٠٠.٠٠%)                  |

ويتضح من الجدول أن غالبية السكان في لبايا علي المذهب الشيعي، بالإضاقة إلي السنة والدروز ، وأيضاً بعض العائلات المسيحية من الروم الكاثوليك والروم الارثوذكس، وأهم العائلات هناك: إبراهيم، اسماعيل، الجبلي، الحاج، حسن ، حسين ، الخطيب، ظاهر، عبدالله، عبدالباقر، عبدالخالق، عبدالرسول، عبدالقادر ، عقل ، علي، فضة ، القادري، قاسم، مصطفي، موسي، وهبي، العوطة، مزاحم ، الخشن، جوزف، عجرم ، كعوش ، القزويني.